# The Twain Shall Meet
The Twain Shall Meet — студийный альбом группы Eric Burdon & The Animals, выпущенный в 1968 году на лейбле MGM Records.

## Об альбоме
Наиболее известными треками этого альбома являются антивоенная песня, посвящённая войне во Вьетнаме, «Sky Pilot» и «Monterey», ставшая данью уважения группы к Монтерейскому рок-фестивалю 1967 года. Рецензент Allmusic Брюс Элдер описал песню «All Is One» как «уникальную в истории поп-музыки психоделическую помесь волынки, ситара, гобоя, рожка и флейты, которая содержит при этом довольно идиотскую лирику и повышает темп до танцевальной музыки в духе Грека Зорба, подражая при этом хиту группы The Spencer Davis Group — „Gimme Some Lovin'“» (англ. unique in the history of pop music as a psychedelic piece, mixing bagpipes, sitar, oboes, horns, flutes, and a fairly idiotic lyric, all within the framework of a piece that picks up its tempo like the dance music from Zorba the Greek while mimicking the Spencer Davis Group's "Gimme Some Lovin'").
Пластинка заняла 79 место в чарте Billboard.
| Оценки критиков | Оценки критиков |
| Источник        | Оценка          |
| --------------- | --------------- |
| Allmusic        | [ 2 ]           |
| Rolling Stone   | (отрицательный) |

## Список композиций

### Сторона 1
1. «Monterey[англ.]» (4:18)
2. «Just the Thought» (3:47)
3. «Closer to the Truth» (4:31)
4. «No Self Pity» (4:50)
5. «Orange and Red Beams» (3:45)

### Сторона 2
1. «Sky Pilot[англ.]» (7:27)
2. «We Love You Lil» (6:48)
3. «All Is One» (7:45)

Все песни написаны Эриком Бёрдоном, Виком Бриггсом, Джоном Вейдером, Барри Дженкинсом и Дэнни Маккаллохом, за исключением песни «Orange and Red Beams», полностью написанной Маккалохом.

## Участники записи
- Эрик Бёрдон — вокал (все треки, за исключением отмеченных)
- Джон Вейдер — гитара, скрипка
- Вик Бриггс — гитара
- Дэнни Маккаллох — бас-гитара, вокал в треках «Just the Thought» и «Orange and Red Beams»
- Барри Дженкинс — ударные